# Убба
Убба (Убба Рагнарссон, также известен как Хубба, Уббе и Убби) — датский викинг, один из командующих «Великой языческой армии», которая в 865 году вторглась в англосаксонские королевства.

## Биография
В 860-х годах в Англию вторглась большая датская армия, известная как «Великая языческая армия». Во главе её находились конунги, братья Ивар Бескостный, Хальфдан, Бьёрн Железнобокий, Сигурд Змееглазый и Убба, сыновья Рагнара Лодброка. Согласно «Англосаксонским хроникам» осенью 865 года «Великая армия язычников» высадилась в Восточной Англии и перезимовала там. Весной следующего года викинги на лошадях, полученных от местного населения, вторглись в королевство Нортумбрию, где шла междоусобная борьба за власть между королями-соправителями, братьями Эллой II и Осбертом. В конце 866 года датчане захватили Йорк, один из самых богатых торговых городов в Англии. В 867 году короли Нортумбрии Элла II и Осберт, объединив свои силы, решили отбить Йорк и потерпели поражение под стенами города. В битве Элла и Осберт были убиты. Датчане посадили на королевский трон в Нортумбрии свою марионетку Эгберта I (умер в 873 году).
Согласно Англосаксонским хроникам в 867 году «Великая армия» атаковала соседнее королевство Мерсию, где викинги захватили город Ноттингем, ставший их зимней квартирой. Король Мерсии Бургред (умер в 874 году) и король Уэссекса Этельред I (умер в 871 году) объединили свои войска и осадили Ноттингем, но не смогли разбить викингов. Противники только договорились о временном перемирии, во время которого датчане пополнили свои силы для дальнейшего завоевания острова.
В 869 году «Великая армия язычников» обрушилась на королевство Восточная Англия. Англосаксонские хроники передают, что викинги расположились на зимние квартиры в Тетфорде, где они разбили войско короля Восточной Англии Эдмунда, который погиб в сражении. По другим данным король Эдмунд был схвачен датчанами и казнён за отказ поклониться языческим идолам. Согласно англосаксонским хроникам, в убийстве короля Эдмунда участвовали конунги Ивар Бескостный и Убба.
После смерти Эдмунда и завоевания Восточной Англии датский конунг Ивар Бескостный исчезает из английских источников. В 870-х годах командующим «Великой армии» стал его брат Хальфдан, который возглавил вторжение в королевство Уэссекс. Англосаксонские хроники сообщают, что викинги утвердились в 871 году в Рединге и имели девять битв с западными англосаксами. Наиболее важным из сражений была битва при Эшдауне. В результате датчане вынуждены были заключить перемирие с новым королём Уэссекса Альфредом Великим.
Согласно «Англосаксонским хроникам», после заключения перемирия викинги отступили в Лондон, где расположились на зимние квартиры. В 873 году датчане двинулись на север в Нортумбрию, где подавили восстание против своего короля-марионетки Эгберта I. В 874 году викинги подчинили королевство Мерсию. Викинги свергли с престола короля Мерсии Бургреда и посадили марионеточного короля Кеолвулфа (874—879). «Historia Regum» сообщает, что затем «Великая армия язычников» разделилась на две части. Одна под предводительством Хальфдана выступила на север против пиктов и бриттов в Стратклайде. «Анналы Ульстера», в 875 году сообщают о кровавой битве между викингами и пиктами. Согласно «Англосаксонским хроникам», в 876 году Хальфдан расселил своих воинов на землях Нортумбрии, где было создано скандинавское королевство Йорвик.
В то время, когда Хальфдан укрепился в Нортумбрии, вторая часть «Великой языческой армии» под командованием короля Гутрума двинулась на юг против королевства Уэссекс. «Англосаксонские хроники» сообщают, что в 875 году датчане, утвердившись в Кембридже, ведут военные действия против Уэссекса. В следующем году датчане взяли Уэрхэм. Король Уэссекса Альфред заключил новое перемирие с викингами, но они его нарушили и захватили Эксетер в 877 году. Приближающийся флот викингов, с которым Гутрум планировал соединиться, из-за шторма вынужден был отойти к Мерсии. Несмотря на это, Англосаксонская хроника сообщает, что многие из воинов в армии Гутрума стали селиться в северо-восточной части Англии, позднее ставшей известной как Данелаг. Зимой 877—878 года Гутрум предпринял неожиданный поход против западных саксов. Из своей базы в Глостере викинги вторглись вглубь Уэссекса, захватили Лондон и стали на реке Эйвон, чтобы провести там зиму.
В 878 году флотилия викингов (23 корабля) под командованием Уббы высадилась на северном побережье Сомерсета, в районе устья реки Паррета. В битве при Кинвинте англосаксы под командованием Одды, элдормена Девона, разбили викингов. В этой битве Убба был убит, а знаменитое знамя сыновей Рагнара Лодброка с вороном было захвачено англосаксами. «Англосаксонские хроники» не называют предводителя викингов по имени, но он был описан в ней как брат Ивара и Хальфдана. Но англо-нормандский хронист XII века Джеффри Гаймар в своей хронике «История англов» называет Уббу командиром викингов в битве при Кинвинте.
Согласно «Англосаксонским хроникам», в мае 878 года король Уэссекса Альфред Великий, собрав свои силы, разгромил датских викингов под командованием конунга Гутрума в битве при Эдингтоне. После своего поражения Гутрум вынужден был принять мирные условия, предложенные ему Альфредом. По требованию Альфреда Гутрум принял христианство. Под контролем Гутрума были оставлены Восточная Англия, Эссекс, Нортумбрия и восточная часть Мерсии, а Альфред Великий получил Уэссекс, Сассекс, Кент и Западную Мерсию.

## В литературе и кино
- Под именем Губбо Убба появляется в неоконченной пьесе Николая Гоголя «Альфред».
- В сериале «Последнее королевство» (англ. The Last Kingdom; 2015—2022) роль Уббы исполняет норвежский актёр Руне Темте.
- В сериале «Викинги» (англ. Vikings; 2013—2019) роль Уббы исполняет шотландско-австралийский актёр Джордан Патрик Смит.